# Raphaël Ménard
Pour les articles homonymes, voir Ménard.
Raphaël Ménard, né le 28 octobre 1974 à Paris, est un ingénieur-architecte français et dirigeant d'entreprise.

## Biographie
Fin 2018, il devient président du directoire d'AREP, filiale du groupe SNCF, à la suite d’Etienne Tricaud et de Jean-Marie Duthilleul.

## Publications
- Énergie Matière Architecture (thèse de doctorat en architecture), École d'architecture de la ville & des territoires Paris-Est, 2018, 616 p.[3]
- Faire et refaire du verre, Éditions du Pavillon de l'Arsenal, 2018, 51p[4]
- Ménard R., Critical Densities of Energy Self-Sufficiency and Carbon Neutrality, pp87-118, dans Local Energy Autonomy: Spaces, Scales, Politics, Fanny Lopez, Margot Pellegrino, Olivier Coutard (sous la dir. de), éditions ISTE Ltd, mai 2019
- Ménard R., Souviron J., Passive Solar Heating through Glazing: The Limits and Potential for Climate Change Mitigation in the European Building Stock, Energy & Buildings, septembre 2020
- “Post-combustion”, Dir. Alexandre Labasse et Marianne Carrega, La Beauté d’une ville Controverses esthétiques et transition écologique à Paris, co-édition Wildproject et Pavillon de l’Arsenal, 2021, Paris[5].
- L'invention de la gare post-carbone, AREP Editions, 2021, 59p[6].
- Énergie Légères - Usages, architectures, paysages, Éditions du Pavillon de l’Arsenal, 2023, 248p[7].